# Рунку (Димбовіца)
Рунку (рум. Runcu) — село у повіті Димбовіца в Румунії. Адміністративний центр комуни Рунку.
Село розташоване на відстані 99 км на північний захід від Бухареста, 28 км на північ від Тирговіште, 55 км на південь від Брашова.

## Населення
За даними перепису населення 2002 року у селі проживали 987 осіб, усі — румуни. Усі жителі села рідною мовою назвали румунську.